# Masakra w Biscari
Masakra w Biscari – zbrodnia wojenna popełniona przez żołnierzy Armii Stanów Zjednoczonych, którzy w Biscari 14 lipca 1943 zabili 73 jeńców wojennych.
Do masakry doszło 14 lipca 1943 roku we wsi Santo Pietro (przez aliantów zwanej Biscari) leżącej niedaleko Caltagirone. Jeńcy zostali wzięci do niewoli w czasie ataku na Sycylię. Wśród pojmanych było 72 Włochów i 2 Niemców. Zabójstwo jeńców prawdopodobnie było pokłosiem słów skierowanych przez gen. Pattona do oficerów: Jeśli się poddają jakieś 200, 300 metrów od ciebie, nie zważaj na uniesione ręce. Wyceluj między trzecie a czwarte żebro i strzelaj. Je...ać ich. Żadnych jeńców.
Masakrę przeżył jeniec włoski Giuseppe Giannola, udając zmarłego. Po zakończeniu wojny podjął działania mające na celu ujawnienie prawdy o dokonanej masakrze. Dzięki jego wytrwałości i determinacji 14 lipca 2012 w Santo Pietro odsłonięto tablicę pamiątkową z nazwiskami włoskich żołnierzy zabitych w trakcie masakry.